# Minnesang

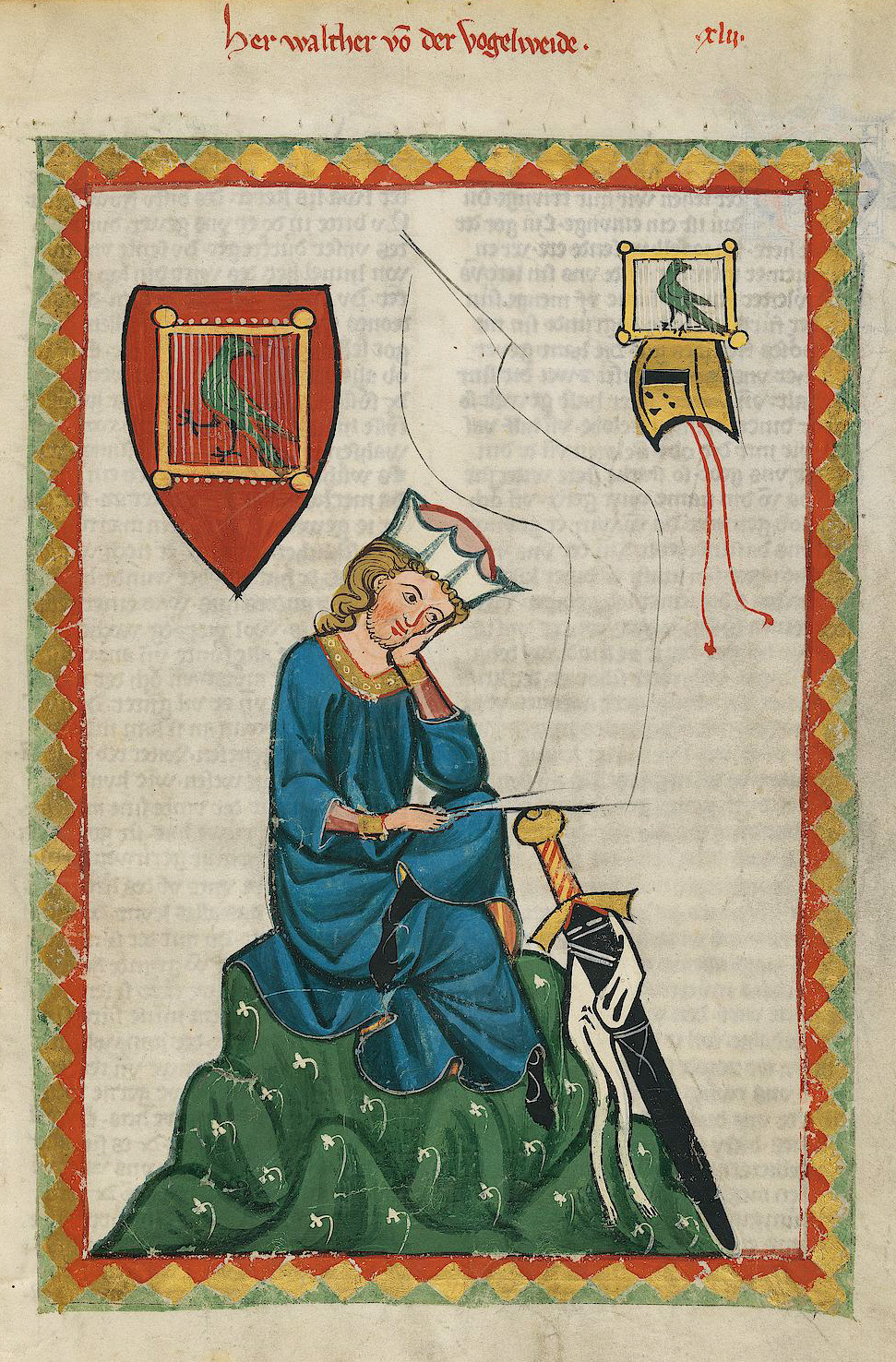
Walther von der Vogelweide
(Codex Manesse, ca. 1300)

Minnesang é um gênero literário cujas obras nos foram transmitidas através de códices e datam da metade do século XII  até meados do século XIV. Em sua maioria, essas obras são oriundas da região onde a língua alemã se desenvolveu.
Seus autores - que, possivelmente, eram também seus intérpretes - eram chamados de Minnesänger, e sua arte era voltada para a classe nobre medieval, à qual a maior parte deles pertencia. 
O nome Minnesang, no alemão falado na Alta Idade Média, é formado pelas palavras minne - que pode ter o sentido de amor, saudade, carinho, desejo, entre outros significados, e sang, que significa "canto" em alto alemão antigo.

## Origens
Os Minnesängers se inspiraram nos trovadores provençais e nos trouvères do norte da França. Rearranjaram vários temas, motivos e melodias já existentes e compuseram outros, seja como fruto da inspiração ou "sob encomenda" de mecenas..

## Temática
Cada canção  era chamada de minnelied. As minnelieder eram compostas em estrofes e versavam sobre um motivo conhecido, como o elogio à Minnedame (Werbelied) ou a lástima (Klagelied) pelo amor não correspondido. Havia também a canção em que o eu-lírico era a própria Minnedame (Frauenlied), a canção de cunho didático (Minnespruch), além de canções que tratavam das estações do ano, do clima e da natureza (Naturlied), canções sobre despedida, tanto do amante que se despede da amada pela manhã (Tagelied) como daquele que parte para as cruzadas (Kreuzzugslied), entre vários outros temas.

## Exemplo deMinnelied
O seguinte poema de amor, escrito em alto alemão antigo, foi encontrado em uma carta de uma dama eclesiástica a um clérigo no códice latino Tegernseer Briefsammlung do século XII, no monastério de Tegernsee. 
| Original | Alemão moderno | Português |
| --- | --- | --- |
| Du bist min ich bin din. Des sol(s)t du gewis sin. Du bist beslozzen In minem herzen. Verlorn ist das slüzzelin. Du muost immer drinne sin! | Du bist mein! Ich bin dein. Dessen sollst Du gewiss sein. Du bist fest In meinem Herzen. Verloren ist das Schlüsselein. Musst wohl für immer drinnen sein! | Tu és meu, eu sou tua. Disto podes estar seguro. Tu estás trancado Em meu coração. Perdida a chavezinha está. Para sempre deverás ali ficar! |

## Apresentação
É quase certo que os textos fossem apresentados à sociedade cortesã, provavelmente com acompanhamento musical - como sugerem tanto o modelo francês da lírica dos trovadores provençais quanto as notas musicais e iluminuras em códices, como o conhecido Codex Manesse.

## Literatura
- Minnesangs Frühling, herausgegeben von Hugo Moser, Helmut Tervooren, 38. Auflage Stuttgart 1988, ISBN 3-7776-0448-8

- Die Tegernseer Briefsammlung des 12. Jahrhunderts. Herausgegeben von Helmut Plechl unter Mitarbeit von Werner Bergmann. Hannover 2002 (MGH Epp. Die Briefe der deutschen Kaiserzeit 8).